# Sommariva Perno
Sommariva Perno – miejscowość i gmina we Włoszech, w regionie Piemont, w prowincji Cuneo.
Według danych na rok 2004 gminę zamieszkiwało 2626 osób, 154,5 os./km².